# 维多利亚女王街
维多利亚女王街（Queen Victoria Street）得名于维多利亚女王，是伦敦市的一条街道，东西走向，始于新桥街和维多利亚堤岸，止于市长官邸街（银行交叉口）。
该路开辟于1861年，以改善中央银行区的交通，仍然是伦敦市“一平方英里”金融区的一条旗舰街道。
最近的地铁站是黑衣修士站、市长官邸站和银行-纪念碑站。

## 建筑

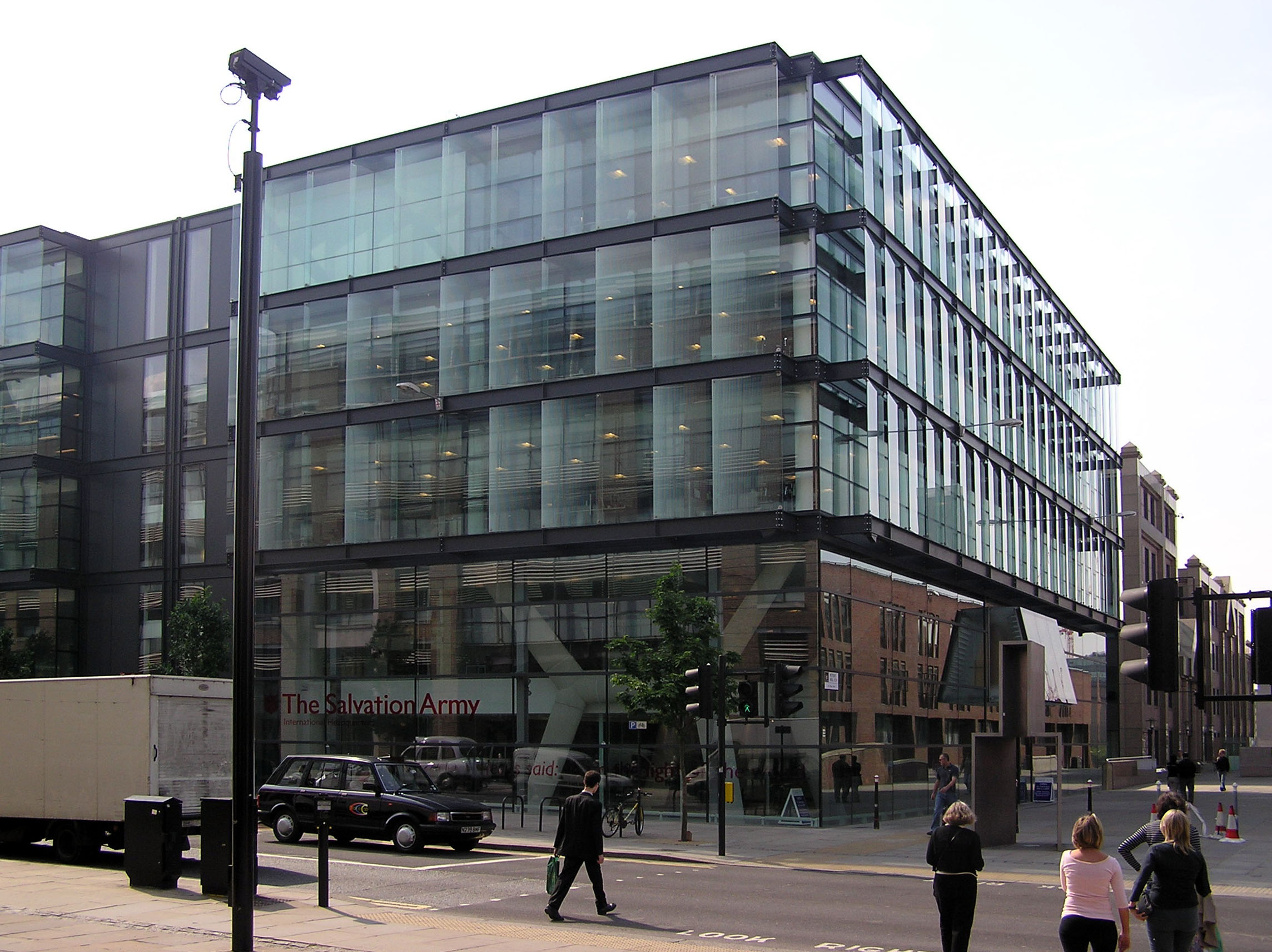
救世军总部

- 倫敦市學校